# Стюарт, Александр, 1-й герцог Олбани
Александр Стюарт (англ. Alexander Stewart; 1454—7 августа 1485), 1-й герцог Олбани и 1-й граф Марч, лорд Аннандейл и титулярный лорд Мэна (1455—1483), граф Мар и Гариох (1482—1483) — один из лидеров баронской оппозиции королю Шотландии Якову III, претендент на престол.

## Биография
Александр Стюарт был вторым сыном шотландского короля Якова II и Марии Гелдернской. В начале 1470-х гг. молодой герцог Олбани стал лордом-адмиралом Шотландии и губернатором Берика, ему была поручена организация обороны шотландских пограничных марок. Несмотря на важность занимаемых постов, Александр избегал участия в политике страны и редко заседал в королевском совете своего старшего брата короля Якова III. Тем не менее популярность герцога Олбани среди баронов, контрастирующая с их явным антагонизмом по отношению к королю, вызывала недовольство короля.
Якову III было предсказано, что он погибнет от руки близкого родственника, что естественно привело к росту подозрительности короля в отношении своих братьев (в действительности король погиб во время восстания своего сына). Под воздействием успешного опыта расправы Эдуарда IV, короля Англии, с его братом, герцогом Кларенсом, Яков III в 1479 году обвинил Олбани и их младшего брата графа Мара в колдовстве и захватил Данбар, резиденцию герцога Олбани. По приказу короля граф Мар был убит, а Александру Стюарту удалось бежать во Францию. Однако, несмотря на давление короля, парламент Шотландии отказался утвердить обвинения в измене против Олбани.
Во Франции Александр Стюарт был тепло принат при дворе Людовика XI и в 1480 года женился во второй раз на Анне де Ла Тур, дочери графа Оверньского. Попытки французского короля добиться примирения Якова III со своим братом успехом не увенчались, и Александр Стюарт перебрался в Англию. 10 июня 1482 года в замке Фотерингей герцог Олбани заключил соглашение с английским королём Эдуардом IV, в соответствии с которым Англия обязалась поддержать военной силой претензии Александра на престол Шотландии, взамен чего Олбани обещал после прихода к власти принести оммаж английскому королю, разорвать франко-шотландский союз и возвратить Англии Берик.
Воспользовавшись вспыхнувшим в 1482 году мятежом шотландских баронов против короля, в результате которого Яков III был заключён под стражу в Эдинбургском замке, Александр Стюарт прибыл в Шотландию, опираясь на поддержку английской армии герцога Глостера. Умеренные шотландские роялисты пошли на переговоры с Олбани и, в обмен на согласие герцога оставаться верным королю Якову III, передали ему функции главы правительства. 29 сентября 1482 года Яков III был также передан в руки своего брата.
Для упрочения своей власти герцог Олбани созвал шотландский парламент. Однако, большинство членов парламента отказалось поддержать герцога и выступило на стороне короля. Яков III тем временем постепенно выходил из-под контроля баронов. Под давлением короля и парламента Олбани был вынужден в мае 1483 года подписать унизительные условия соглашения о подчинении королевской власти и покаяться за переговоры с английским королём. Несмотря на это, Яков III вскоре вновь обвинил своего брата в измене, вынудив его бежать в Англию. Владения Олбани были конфискованы королём.
В 1484 году герцог Олбани при поддержке английских отрядов и графа Дугласа предпринял ещё одну экспедицию в Шотландию, закончившуюся, однако, провалом. После этого Александр Стюарт перебрался во Францию, где в 1485 году был случайно смертельно ранен во время рыцарского турнира герцогом Орлеанским и вскоре скончался.

## Брак и дети
- (1475, аннулировано в 1477) Кэтрин Синклер, дочь Уильяма Синклера, графа Оркнейского

Александр (1477—1537), епископ Морейский
Маргарита
- (1479) Анна де Ла Тур, дочь Бертрана VI, графа Оверни и Булони

Джон (1484—1536), герцог Олбани и регент Шотландии